# Сандборн (Индијана)
Сандборн (енгл. Sandborn) град је у америчкој савезној држави Индијана.

## Демографија
По попису из 2010. године број становника је 415, што је 36 (-8,0%) становника мање него 2000. године.
| Група             | 2000.       | 2010.       |
| Белци             | 437 (96,9%) | 407 (98,1%) |
| Афроамериканци    | 2 (0,4%)    | 1 (0,2%)    |
| Азијати           | 0 (0,0%)    | 0 (0,0%)    |
| Хиспаноамериканци | 2 (0,4%)    | 3 (0,7%)    |
| Укупно            | 451         | 415         |